# Kirchliche Pädagogische Hochschule Wien/Niederösterreich
Die Kirchliche Pädagogische Hochschule Wien/Niederösterreich (englisch University College of Teacher Education of Christian Churches Austria, bis zum Studienjahr 2024/2025 Kirchliche Pädagogische Hochschule Wien/Krems) betreibt die Aus-, Fort- und Weiterbildung von Lehrern der Primarstufe sowie von Religionslehrern. Im Studienjahr 2023/2024 befanden sich 1.914 Studierende in der Erstausbildung (Bachelor- und Masterstudien) und 1.152 Personen in Weiterbildungslehrgängen. Damit ist sie die größte private Pädagogische Hochschule Österreichs.

## Geschichte
Die KPH Wien/Niederösterreich wurde am 1. Oktober 2007 von der Erzdiözese Wien gegründet. Gründungsrektorin war Ulrike Greiner. Die damals geschaffenen Pädagogischen Hochschulen ersetzten die Pädagogischen Akademien und führten zu wesentlichen Änderungen in der Lehrerausbildung und -weiterbildung. Der Bologna-Prozess ermöglichte es, Studiengänge in Modulform anzubieten. Ein Jahr nach der Hochschulwerdung wurden die Curricula selbst und auch die Modulraster adaptiert.
In der KPH Wien/Niederösterreich wurden acht zuvor selbstständige Institutionen zusammengeführt, darunter die Pädagogischen und die Religionspädagogischen Akademien der Erzdiözese Wien und der Diözese St. Pölten sowie die Religionspädagogische Akademie und das Religionspädagogische Institut der Evangelischen Kirche in Österreich. Die Altkatholische Kirche, die orthodoxe Kirche Ost- und Südosteuropas sowie drei orientalische Kirchen schlossen sich an, so dass die Hochschule nun von sieben Kirchen in ökumenischer Trägerschaft geführt wird, was als europaweit einzigartiges Projekt gilt.

## Träger und Kooperationspartner

### Erzdiözese Wien als Rechtsträger
Die Erzdiözese Wien errichtete die KPH Wien/Niederösterreich und erhält diese gemeinsam mit der Diözese St. Pölten sowie der Evangelischen, der Griechisch-Orientalischen, den drei Orientalisch-Orthodoxen und der Altkatholischen Kirche Österreichs.
Die KPH Wien/Niederösterreich ist als Einrichtung des Rechtsträgers „Hochschulstiftung der Erzdiözese Wien“ eine Katholische Hochschuleinrichtung. Die Geschäftsführerin der Hochschulstiftung ist Katja Pistauer-Fischer. Die KPH Wien/Niederösterreich ist zugleich eine anerkannte Bildungseinrichtung im Sinne des österreichischen Hochschulgesetzes von 2005 und eine anerkannte postsekundäre Bildungseinrichtung im Sinne des Universitätsgesetzes von 2002.
Andere Pädagogische Hochschulen in katholisch-kirchlicher Trägerschaft in Österreich sind die KPH Graz (= Private Pädagogische Hochschule Augustinum), die KPH Edith Stein (der Diözesen in Westösterreich: Innsbruck, Salzburg, Feldkirch) und die PH der Diözese Linz.

### Partnerkirchen
- Katholische Kirche: Erzdiözese Wien und Diözese St. Pölten
- Altkatholische Kirche
- Evangelische Kirche A.B. und H.B.
- Griechisch-Orientalische Kirche: Bulgarisch-, Griechisch-, Rumänisch-, Russisch- und Serbisch-Orthodoxe Kirche.
- Orientalisch-Orthodoxe Kirchen: Armenisch-apostolische, Syrisch-orthodoxe und Koptisch-orthodoxe Kirche.

### Kooperationspartner
Die KPH kooperiert mit mehreren in Österreich anerkannten Religionsgemeinschaften, die nicht dem Trägerkreis angehören. Die Kooperationspartner repräsentieren den Islam, die Aleviten, die Freikirchen sowie das Judentum. Im November 2017 wurde eine Kooperation mit der Österreichischen Buddhistischen Religionsgesellschaft vereinbart, also erstmals mit einer nicht-theistischen Religion. Mit dieser Erweiterung sind 12 der insgesamt 16 in Österreich gesetzlich anerkannten Religionsgemeinschaften an der KPH Wien/Niederösterreich vertreten.

## Rektoren
- 2006–2010: Ulrike Greiner

- 2010–2012: Michael G. Wagner[7][8]
- 2012–2022: Christoph Berger[8]

- 2022–2024: Hubert Philipp Weber
- seit Oktober 2024: Ulrike Greiner[9]

## Hochschulrat
Dem Hochschulrat der KPH gehören Vertreter aller Trägerkirchen an, insgesamt ungefähr 20 Personen. Er hat eine Steuerungs- und Aufsichtsfunktion; insbesondere bestellt er Rektorat und Professoren, beschließt die Inhalte der Curricula sowie das jährliche Budget. Die Vorsitzende des Hochschulrats ist Andrea Pinz (Leiterin des Schulamts der Erzdiözese Wien), die Stellvertreterin ist Kim Kallinger (Kirchenrätin der Evangelischen Kirche in Österreich).

## Institute, Beratungszentren und Praxisschulen

### Institute
- Institut für Ausbildung Wien
- Institut für Ausbildung Krems
- Institut für Christliche Religion: Dieses Institut umfasst die katholische, evangelische, orthodoxe und freikirchliche Religionspädagogik.
- Institut für Islamische Religion
- Institut für Jüdische Religion
- Institut für Alevitische Religion
- Institut für Buddhistische Religion
- Institut für Fortbildung
- Institut für Forschung und Entwicklung: Neben einer Reihe von großenteils ein- bis zweijährigen Forschungsprojekten gibt es den Spezialforschungsbereich „Interreligiosität“
- Zentrum für Weiterbildung

- Institut Hochschulentwicklung und Qualitätsmanagement

- Zentrum für Elementare Bildung
- Zentrum für Pädagogisch-Praktische Studien
- Zentrum Fortbildung Religion
- Zentrum für Internationalisierung
- Zentrum für Digitalisierung
- Zentrum für Schulentwicklung

### Beratungszentren und Praxisschulen
Als Pädagogische Hochschule widmet sich die KPH Wien/Niederösterreich Themen der Praxis des Schulbetriebs. Sie betreibt Beratungszentren für Begabungsentwicklung und Innovation, Digitalisierung, Gesundheitsförderung und Berufszufriedenheit von Pädagogen, Entrepreneurship Education und wertebasierte Wirtschaftsdidaktik, Nachhaltigkeit und Spiritualität sowie Schulentwicklung und Leadership.
Zur KPH Wien/Niederösterreich gehören drei Praxisschulen, an denen auch Studierende unterrichten: die Praxisvolksschule Wien-Strebersdorf, die Praxismittelschule Wien-Strebersdorf und die Praxisvolksschule Krems-Mitterau.

## Standorte
Das Hauptgebäude, zugleich die Postadresse der KPH Wien/Niederösterreich, mit der Bibliothek und den Büros vieler Mitarbeiter, liegt in Strebersdorf, an der Nordgrenze Wiens:

### Campus Wien-Strebersdorf
Die Adresse ist Mayerweckstraße 1. Dieses Gebäude hat eine längere Vorgeschichte: Die von der 1971 gegründeten „Religionspädagogischen Akademie“ der Erzdiözese Wien angebotene Ausbildung von Religionslehrern und literarischen Lehrkräften fand zunächst an unterschiedlichen Standorten in Wien statt, bis sich die Diözese schließlich zur Neuerrichtung des heutigen großen Gebäudes „Am alten Auweg“ in Strebersdorf entschloss. Nach und nach wurden die einzelnen Einrichtungen an diesem neuen Standort zusammengeführt. Der Standort wird bis zum Jahr 2028 betrieben, danach erfolgt dort nach Umbau und Aufwertung des Campus Gersthof die Zusammenlegung des Studienbetriebs.

### Campus Krems-Mitterau
Der Campus mit der Adresse Dr. Gschmeidler-Straße 28 in Krems-Mitterau war in seinem Ursprung die „Pädagogische Akademie Krems“, die 1968 als erste Pädagogische Akademie Österreichs für angehende Lehrer von der Diözese St. Pölten eröffnet wurde. 2012 wurde das Campusgelände rundum erneuert, außerdem entstand dort ein neues Studierendenwohnheim. Die 185 Wohnplätze stehen nicht nur den Studierenden der KPH, sondern auch anderen Auszubildenden zur Verfügung. Mit Studienjahr 2025/2026 findet im Campus Krems kein Studienbetrieb mehr statt.

### Campus St. Pölten
Mit Oktober 2025 wird der Studienbetrieb in Niederösterreich vom Standort in Krems ins Alumnat St. Pölten übersiedelt.

### Campus Wien-Gersthof
In der Severin-Schreiber-Gasse 1–3 in Gersthof im Nordwesten Wiens befindet sich das Evangelische Zentrum. Die KPH Wien/Niederösterreich ist seit ihrer Gründung im Jahr 2007 an diesem Standort vertreten. Es findet dort die Aus- und Fortbildung von evangelischen Religionslehrern statt. 2013 eröffnete sie in ihren Räumlichkeiten ein Zentrum für Weiterbildung, das aber später in das Bildungszentrum Singerstraße übersiedelt ist.

### Bildungszentrum Wien-Herbststraße
In der Herbststraße 6–10, im 4. Stock, ist das „Institut für Islamische Religion“ untergebracht (früher bekannt als die „Islamische Religionspädagogische Akademie“).

### Bildungszentrum Wien-Stephansplatz
Das „Curhaus“ am Stephansplatz 3 und 3a befindet sich im Zentrum von Wien, neben dem Stephansdom. Es wurde 1740 als „Curhaus“ errichtet und beherbergt auf Nr. 3 im dritten Stock das KPH–Bildungszentrum Stephansplatz.

### Bildungszentrum Wien-Lacknergasse
Am 1. September 2017 wurde das Bildungszentrum Lacknergasse ein Teil der Schulstiftung der Erzdiözese Wien. Im Herbst 2018 nahm hier unter anderem das Zentrum für Weiterbildung der KPH Wien/Niederösterreich seinen Betrieb auf und im September 2019 das Institut für Fortbildung. Im Rahmen eines Leistungsvertrages mit dem Bildungsministerium wurde im August 2024 der Ausbau des Standortes Lacknergasse mit der damit verbundenen Absiedlung des bisherigen Standortes in Strebersdorf bis 2028 beschlossen.

### Ehemalige Standorte

#### Bildungszentrum Wien-Singerstraße
Das KPH–Bildungszentrum am Standort Singerstraße 7  im Deutschordenshaus beherbergte für zwei Jahre bis 2018 das „Zentrum für Weiterbildung“ und befand sich auf Stiege 4, in unmittelbarer Nachbarschaft zum Bildungszentrum Stephansplatz.